# Pixel 4a
Pixel 4a și Pixel 4a (5G) sunt o pereche de smartphone-uri Android concepute, dezvoltate și comercializate de Google ca parte a liniei de produse Google Pixel. Acestea sunt o variantă îmbunătățită a Pixel 4 și Pixel 4 XL. Pixel 4a a fost anunțat pe 3 august 2020 printr-un comunicat de presă, în timp ce Pixel 4a (5G) a fost anunțat pe 30 septembrie 2020 la evenimentul „Launch Night In”.